# Ilyocyprididae
Ilyocyprididae is een familie van kreeftachtigen uit de klasse van de Ostracoda (mosselkreeftjes).

## Geslacht volgensITIS
- Ilyocypris Brady and Norman, 1889